# Chirembia leechi
Chirembia leechi är en insektsart som beskrevs av Ross 2006. Chirembia leechi ingår i släktet Chirembia och familjen Embiidae. Inga underarter finns listade i Catalogue of Life.